# Aoudj
Aoudj (عوج, ou encore Oudj ou Awj) est un village de l'ouest de la Syrie dans le gouvernorat de Hama. C'est le chef-lieu administratif du sous-district d'Aoudj qui dépend du district de Masyaf. Aoudj se trouve au sud-ouest de Hama.
Selon le recensement de 2004, sa population comptait alors 4 222 habitants. Ses habitants sont majoritairement alaouites.